# Heteropneustes kemratensis
Heteropneustes kemratensis és una espècie de peix de la família Heteropneustidae i de l'ordre dels siluriformes.

## Morfologia
- Els mascles poden assolir 27 cm de longitud total.[2][3]

## Reproducció
És ovípar.

## Hàbitat
És un peix d'aigua dolça i de clima tropical.

## Distribució geogràfica
Es troba a Àsia: conques dels rius Mekong, Chao Phraya i Tapi.